# MKTO
MKTO è un duo musicale pop-hip hop statunitense formato da Malcolm Kelley e Tony Oller. Il singolo con cui hanno debuttato è stato Thank You, pubblicato nel gennaio 2013. Il loro album omonimo è stato pubblicato il 30 gennaio 2014 dalla Columbia Records. Nel luglio 2015, il duo ha pubblicato la sua prima riproduzione estesa, intitolata Bad Girls EP. Nel 2022, la band ha venduto oltre 1 milione di dischi in tutto il mondo.

## Carriera

### 2010-2012 Formazione e debutto
Malcolm Kelley e Tony Oller si sono incontrati per la prima volta nel 2010 nel cast della serie televisiva Gigantic, trasmessa negli Stati Uniti da Nickelodeon, dove avevano il ruolo di migliori amici. In seguito hanno deciso di formare un gruppo chiamato MKTO, dall'unione delle iniziali dei loro nomi e cognomi, MK per Malcolm Kelley e TO per Tony Oller. Hanno elaborato l'ispirazione per il loro nome, dicendo:
(MKTO)

### 2012–2014:MKTO
Il duo ha successivamente firmato con la Columbia Records e ha pubblicato il singolo di debutto, Thank You, il 12 novembre 2012. Il genere della canzone è un crossover tra pop e hip hop. La canzone ha raggiunto il successo commerciale, raggiungendo la top ten nelle classifiche dei singoli australiani e neozelandesi. Il video musicale della canzone è stato pubblicato su YouTube tramite Vevo il 4 gennaio 2013 e ha raccolto oltre 500.000 visualizzazioni entro due giorni dalla pubblicazione. Ora si trova a oltre 25 milioni di visualizzazioni. Nel video musicale, Harold Perrineau, che interpretava il padre del personaggio di Kelley in Lost, è apparso come riferimento allo spettacolo.  Gli MKTO hanno pubblicato il loro secondo singolo, Classic insieme al video musicale il 20 giugno 2013. Classic ha raggiunto la posizione numero 14 nella Billboard Hot 100 degli Stati Uniti e da allora il video musicale ha raccolto oltre 200 milioni di visualizzazioni su YouTube. Nel maggio 2013 collaborano con i Simple Plan cantando nel loro brano Summer Paradise.  Il video musicale del loro terzo singolo, God Only Knows, è stato pubblicato il 29 novembre 2013 su YouTube e Vevo. God Only Knows ha raggiunto la posizione numero 11 in Australia e al numero 19 in Nuova Zelanda. Nel 2013, hanno servito come apertura per Emblem3 nel loro tour estivo negli Stati Uniti. Sono stati anche l'apertura del #bandlife Tour di Emblem3 e di "Demi": di Demi Lovato nel 2014. Il loro album di debutto omonimo è stato pubblicato il 30 gennaio 2014 in Australia e Nuova Zelanda ed è stato pubblicato il 1 aprile in Nord America.

### 2015-2016:Bad Girls EP
Il 22 luglio 2015, MKTO ha pubblicato il loro primo EP Bad Girls, che è stato preceduto dall'uscita di giugno 2015 del suo singolo principale Bad Girls. Il singolo ha raggiunto la posizione numero 80 in Australia e ha raggiunto la posizione numero 36 nella Billboard Mainstream Top 40. L'EP ha raggiunto la posizione numero 32 nella classifica di iTunes in Australia e il numero 50 nella classifica di iTunes negli Stati Uniti. Un doppio singolo A-side che include due brani nuovi di zecca Hands Off My Heart/Places You Go è stato presentato in anteprima esclusivamente su Billboard il 9 marzo 2016. Superstitious è il secondo singolo che è stato pubblicato in 2016 dal duo.

### 2017-presente: secondo album in studio cancellato, scioglimento, ritorno
Il 10 marzo 2017, Oller ha annunciato su Twitter che la band si era sciolta. Tuttavia, secondo la loro pagina Twitter, hanno in programma di pubblicare nuova musica molto presto. Il 12 giugno 2018, MKTO ha annunciato su Twitter che erano tornati insieme. Tre giorni dopo, il 15 giugno, la band annunciò di aver firmato un nuovo contratto discografico con la BMG. Dopo l'annuncio, il duo ha pubblicato un nuovo singolo intitolato How Can I Forget nel settembre 2018. Nel giugno 2019, hanno pubblicato un altro singolo, Shoulda Known Better. Un terzo singolo, Marry those Eyes è stato pubblicato il 6 settembre 2019. Consider Me Yours è stato pubblicato il 22 novembre 2019. Nell'aprile 2020, MKTO ha pubblicato un video musicale per Just Imagine It. Hanno anche pubblicato 3 singoli, Simple Things, Party With My Friends e How Much. Party With My Friends ha raggiunto la posizione numero 85 su iTunes mentre How Much ha raggiunto la posizione numero 54 su iTunes. Il 17 agosto 2021, Tony Oller ha annunciato tramite i social media che si sarebbe allontanato dalla band. Tuttavia, mesi dopo questo annuncio, sembra che sia tornato poiché carica spesso sul canale YouTube MKTO ed è pronto per esibirsi in uno spettacolo dal vivo nel maggio 2022.

## Discografia

### Album
- 2014 – MKTO
- 2015 – Bad Girls EP

### Singoli
- 2012  – Thank You
- 2013 – Classic
- 2013  – God only Knows
- 2014 – American Dream
- 2015  – Bad Girls
- 2016 – Hands Off My Heart/Places You Go
- 2016 – Superstitious
- 2018 – How Can I Forget
- 2019 – Shoulda Known Better
- 2019 – Marry Those Eyes
- 2019 – Consider Me Yours
- 2020 – Simple Things
- 2020 – Party with My Friends
- 2020 – How Much

## Curiosità
- Sono anche apparsi in un episodio della seconda stagione de i Thunderman come guest star.